# احمد بن حلی
احمد بن حلی (زاده ۲۶ اوت ۱۹۴۰ - درگذشته ۹ ژوئیه ۲۰۱۷) دیپلمات سابق الجزایری و جانشین دبیرکل اتحادیه عرب بود. وی همچنین رئیس بخش سیاسی دبیرخانه اتحادیه عرب و رئیس شورای این اتحادیه بود. علاوه بر این بن حلی بر دبیرخانه فنی شورای اقتصادی-اجتماعی اتحادیه عرب نظارت داشت. بن حلی دومین شخصیتی بود که بعد از نورالدین حشاد از تونس عهده‌دار این منصب بود و تنها جانشین دبیر کلی بود که بخاطر صلاحیت و تجارب طولانیش در زمینه عمل مشترک عربی مسئولیتش در این مقام تمدید شد. بن حلی مدارج ترقی را از مشاورت دبیرکل اتحادیه عرب شروع کرد، سپس در زمان دبیرکلی عصمت عبدالمجید معاون دبیرکل و سرانجام در دوران عمرو موسی جانشین دبیرکل شد. بن حلی قبل از آن سفیر کشورش در سودان بود.

## زندگی‌نامه
احمد بن حلی در ۲۶ اوت سال ۱۹۴۰ در روستای الخمیس در استان تلمسان الجزایر زاده شد و تحصیلات ابتدایی را در دبستان روستا و دبیرستان را در شهر وجده در مراکش به اتمام رساند.

### پیوستن به ارتش آزادیبخش ملی (الجزایر)
بن حلی در سال ۱۹۶۰ به ارتش آزادیبخش ملی (الجزایر) پیوست. دانش جنگ گروهی و خنثی سازی مین را در مرکز آموزش نظامی در شهر کبدانه مغرب فراگرفت و سپس به عملیات در مرزهای مراکش با الجزایر در سپاه چهارم ارتش آزادیبخش ملی الجزایر در احفیر و سپس سبدو در کوه عصفور منتقل و به درجه مساعد اول ارتقاء یافت. کمی قبل از استقلال به مقر فرماندهی ارتش آزادیبخش فراخوانده شد و به عنوان منشی در دفتر فرماندهی مرکزی به همراه مسئولین برجسته‌ای از جمله سرگرد سی عبدالقادر عبدالعزیز بوتفلیقه و سروان سی جمال شریف بلقاسم و ستوان سی سلیمان التواتی مشغول بکار شد. بن حلی سرانجام بعد از اعلام آتش‌بس بین الجزایر و فرانسه وارد الجزایر شد و در وهران استقرار یافت.

### ادامه تحصیلات
بن حلی در سال ۱۹۶۴ وارد دانشگاه قاهره شد و تحصیلات دانشگاهیش را تکمیل و در سال ۱۹۷۰ از دانشکده خبرنگاری و تبلیغات فارغ‌التحصیل شد. در سال ۱۹۷۱ در مسابقه‌ای که وزارت خارجه در مورد شیوه‌های کار دیپلماتیک ترتیب داده بود شرکت و حائز رتبه اول شد.

## فعالیت‌های سیاسی
بن حلی در سال ۱۹۹۲ به عنوان سفیر الجزایر در سودان منصوب و نقش مهمی در بهبود روابط بین الجزایر و سودان که به تیرگی گراییده بود ایفا کرد. وی در سال ۱۹۹۴ به عنوان مشاور دبیرکل اتحادیه عرب که در آن زمان احمد عصمت عبد المجید بود انتخاب شد و در سال ۱۹۹۷ به معاونت دبیرکل ارتقاء مقام یافت. سپس در سال ۲۰۰۹ به عنوان جانشین عمرو موسی دبیرکل اتحادیه عرب منصوب گردید و هنگامی که نبیل العربی در سال ۲۰۱۱ دبیرکل اتحادیه عرب شد در همین منصب به کارش ادامه داد و نفر شماره ۲ اتحادیه عرب بشمار می‌رفت که مسئولیت اصلیش پیگیری موضوعات سیاسی و مسائل مهمی بود که اتحادیه عرب درگیر آن‌ها بود. دبیرکل سابق اتحادیه عرب عمرو موسی بن حلی را موظف به ترتیب دادن کنفرانس آشتی عراقیان در مقر این اتحادیه در نوامبر ۲۰۰۵ نمود. در این کنفرانس جریان‌های مختلف عراقی از جمله نمایندگانی از مقاومت عراق حضور داشتند. وی همچنین نقش مهمی در حل بحران موریتانی در سال ۲۰۰۸ بدنبال کودتای نظامی که منجر به سرنگونی سیدی ولد الشیخ رئیس‌جمهوری این کشور شده بود ایفا کرد. بن حلی در گسترش زمینه همکاری بین اتحادیه عرب و جهان خارج از طریق برگزاری جلساتی با چین، هند، روسیه و کشورهای آمریکای جنوبی و… نیز نقش داشت.

## فعالیت‌های فرهنگی و فکری
بن حلی علاوه بر نوشتن مقالاتی در برخی روزنامه‌های الجزایر ستون‌نویس هفتگی روزنامه معروف الجزایر بنام «مردم» بود. وی همچنین در بسیاری از جلسات و گردهمایی‌هایی که در راستای اقدام مشترک عربی در زمینه‌های سیاسی، امنیتی و بین‌المللی تشکیل می‌شد سخنرانی کرد.

## تقدیر و مدال
بن حلی دارای مدال ارتش آزادیبخش ملی الجزایر و تعدادی نشان تقدیر بخاطر فعالیت‌هایش در زمینه اقدام عربی از جمله نشان دیپلماتیک از سازمان آفریقا-آسیا است.

## درگذشت
احمد بن حلی روز یکشنبه ۹ ژوئیه سال ۲۰۱۷ در سن ۷۷ سالگی در یکی از بیمارستان‌های کانادا درگذشت. حسام زکی معاون دبیرکل اتحادیه عرب خبر درگذشت بن حلی را طی خبری در فیسبوک خودش اعلام و به دوستان و همکاران وی تسلیت گفت.

## اظهارات شخصیت‌ها
- احمد ابو الغیط دبیرکل اتحادیه عرب با صدور بیانیه‌ای وفات بن حلی را به خانواده وی و دولت الجزایر تسلیت گفت و اشاره کرد که اتحادیه عرب یکی از شخصیت‌های برجسته و یکی از علمای دیپلماسی عربی را از دست داد.[۵]
- احمد عبد العزیز قطان سفیر عربستان در مصر: فوت احمد بن حلی خسارت بزرگی برای اتحادیه عرب و عمل مشترک عربی است.[۶]